# Seis días de Sao Paulo
Los Seis días de São Paulo fue una carrera de ciclismo en pista, de la modalidad de seis días, que se corrió en Sao Paulo (Brasil). Su primera edición data de 1957 y duró hasta 1959, disputándose dos ediciones.

## Palmarés
| Año  | Ganadores                       | Segundos                        | Terceros                         |
| ---- | ------------------------------- | ------------------------------- | -------------------------------- |
| 1957 | Severino Rigoni Bruno Sivilotti | Mario Ghella Giuseppe Sunzeri   | Mario García Enio Simoes         |
| 1958 | edición no realizada            |                                 |                                  |
| 1959 | Antonio Alba Claudio Rosa       | Antonio Alexandre Ramón Vázquez | Bruno Sivilotti Giuseppe Sunzeri |